# Faruk Gül
Faruk Gül (* 15. August 1988 in Steinfurt) ist ein deutscher Fußballspieler mit türkischer Abstammung.

## Karriere
Zwischen 2009 und 2011 spielte er beim 1. FC Heidenheim 1846. Sein Profidebüt gab er am 25. Juli 2009, als er beim 2:2-Unentschieden gegen den Wuppertaler SV Borussia am ersten Spieltag der Saison 2009/10 eingewechselt wurde. Insgesamt absolvierte Gül 34 Spiele für Heidenheim, kam in seinem zweiten Jahr dort aber nur noch auf acht Einsätze in der 3. Liga. Nach der Saison verließ er den Verein und wechselte im Juli 2011 zum Schweizer Drittligisten FC Schaffhausen.
Er spielte 2005 in der Qualifikation zur U-17-EM in einer Partie gegen Lettland.
2021 beendete er seine aktive Fußballkarriere beim SC Pfullendorf und arbeitet nun als Trainer bei der Herrenmannschaft des FC Inzigkofen/Vils./Eng. 99.